# Municipio de Coalcomán de Vázquez Pallares
El municipio de Coalcomán de Vázquez Pallares es uno de los 113 municipios que conforman el estado mexicano de Michoacán. La cabecera municipal es la localidad de Coalcomán de Vázquez Pallares.
Este municipio fue el epicentro del terremoto de 2022 de magnitud 7.7 ocurrido el 19 de septiembre de ese año, coincidiendo con dos de los peores terremotos de México.

## Toponimia
El nombre Coalcomán tiene origen náhuatl y deriva de la raíz coatl que significa ‘culebra’. Natalio Vázquez Pallares (1913-1981) se honra como uno de los personajes ilustres del municipio.

## Geografía
El municipio de Coalcomán de Vázquez Pallares se encuentra al suroeste del estado de Michoacán de Ocampo, aproximadamente en la ubicación 18°46′39″N 103°9′36″O / 18.77750, -103.16000. La altitud media es de 1028 m s. n. m.
El municipio tiene una superficie de 2835 km². Limita al norte con el estado de Jalisco, al este con los municipios de Aguililla y Tapalcatepec, al sureste con los municipios de Tumbiscatío y Arteaga, al sur con el municipio de Aquila y al oeste con el municipio de Chinicuila.
Junto con los municipios de Aquila, Arteaga, Chinicuila, Lázaro Cárdenas y Tumbiscatío, integra la región 9. Sierra-Costa del estado de Michoacán.
La Sierra Madre del Sur es la principal formación montañosa que atraviesa el municipio.  Las mayores elevaciones corresponden a los cerros Las Conchas, La Soledad y Los Magueyes.
Los principales cursos de agua son los ríos de Coalcomán, Naranjal, Guayabo Sur, Ixtala, Amapila, San Miguel y San José.
El clima de Coalcomán de Vázquez Pallares es normalmente cálido, con temperaturas anuales que varían entre los 11 °C y los 29 °C.

## Población
La población total del municipio de Coalcomán de Vázquez Pallares es de 19 633 habitantes, lo que representa un incremento promedio de 1.1 % anual en el período 2010-2020 sobre la base de los 17 615 habitantes registrados en el censo anterior. Al año 2020 el municipio tenía una densidad de 6,947 hab/km².
| Gráfica de evolución demográfica de Municipio de Coalcomán de Vázquez Pallares entre 2000 y 2020 |
|                                                                                                  |
| Fuente: Instituto Nacional de Estadística Geografía e Informática                                |

En el año 2010 estaba clasificado como un municipio de grado medio de vulnerabilidad social, con el 20.06 % de su población en estado de pobreza extrema.
La población del municipio está mayoritariamente alfabetizada (13.70 % de personas analfabetas al año 2010) con un grado de escolarización superior a los 5.5 años. Solo el 0.63 % de la población se reconoce como indígena.

### Localidades
En el censo de 2020 el municipio de Coalcomán de Vázquez Pallares contaba con 345 localidades.
| Código INEGI      | Localidad                     | Población (2020) |
| ----------------- | ----------------------------- | ---------------- |
| 160150001         | Coalcomán de Vázquez Pallares | 13 806           |
| Otras localidades | Otras localidades             | 5 857            |
| Total municipal   | Total municipal               | 19 663           |

## Economía
Coalcomán de Vázquez Pallares es un municipio mayoritariamente rural, por lo que las principales actividades se relacionan con la agricultura y ganadería. Tomando en consideración el número de unidades activas, según el censo económico de 2019, los sectores económicos más representativos fueron el comercio minorista, la prestación de servicios generales (no gubernamentales) y en menor medida la producción de bienes manufacturados.

## Gobierno
Lista de cronología de mandatos:
- (1940) Ramón Vázquez Espíndola
- (1941) J. Natividad Pallares Chávez
- (1942) Manuel Moreno Alatorre
- (1943) David Alvarez Zúñiga
- (1944) Gregorio Guillén Estrada
- (1945) Rosendo Tejeda Sandoval
- (1946) David Alvarez Zúñiga
- (1947-1949) Manuel Tejeda Sandoval
- (1950) Ramiro Amezcua Victoria
- (1950-1952) Guillermo Pallares Carrasquedo
- (1953) Manuel Moreno Alatorre
- (1954-1956) Manuel Martínez Valladares
- (1957-1958) Emiliano Moreno Munguía
- (1959) Margarito Castañeda
- (1960-1962) Rafael Genel Manzo
- (1963-1965) Jorge Alvarez Ortiz
- (1969-1971) J. Jesús Barreto Valencia
- (1972-1974) Esther Martínez Carrillo
- (1975-1976) Gerardo Figueroa Manzo
- (1976-1977) J. Jesús Barreto Valencia
- (1977-1980) Adalberto Cuevas Valencia
- (1981-1983) Miguel Torres Mendoza
- (1984-1986) Manuel Moreno Munguía
- (1987-1989) Prudencio Avila Moreno
- (1990-1992) Javier Alvarez Ramos
- (1993-1995) Ulises Gutiérrez Martínez
- (1996-1998) J. Jesús Barreto Valencia
- (1999-2001) Juan Manuel Barajas Arreola
- (2001-2004) Agustín Bautista Espinoza
- (2005-2007) Amando Oseguera Alvarez
- (2008-2011) José Misael González Fernández
- (2012-2015) Rafael García Zamora
- (2015-2018) José Misael González Fernández
- (2018-2021) José Antonio Morales Arteaga
- (2021-2024) María Obdulia Esquivel Colín
- (2024-2027) Anavel Ávila Castrejón